# Framicourt
Framicourt – miejscowość i gmina we Francji, w regionie Hauts-de-France, w departamencie Somma.
Według danych na rok 2011 gminę zamieszkiwało 179 osób, a gęstość zaludnienia wynosiła 36 osób/km² (wśród 2293 gmin Pikardii Framicourt plasuje się na 891. miejscu pod względem liczby ludności, natomiast pod względem powierzchni na miejscu 869.).